# 中野サンモール商店街

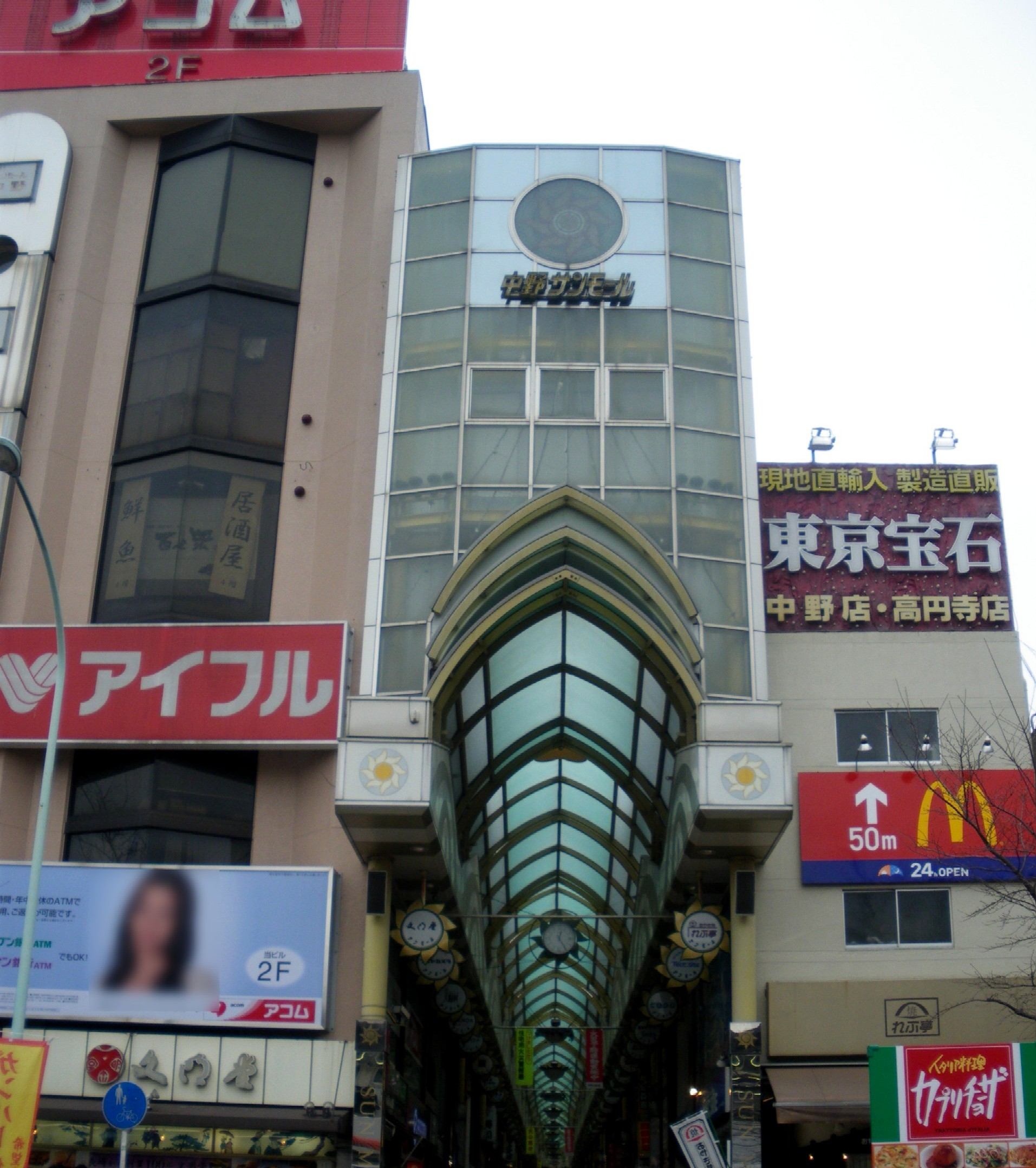
中野サンモール商店街。（中野駅前より）写真奥方向が「中野ブロードウェイ」になる。

中野サンモール商店街（なかのサンモールしょうてんがい）は、東京都中野区中野5丁目にある商店街である。「中野サンモール商店街振興組合」が運営を担当している。

## 概要
JR中野駅北口広場に直結し、北へ延びる全長224メートルのアーケード商店街で、100店舗以上が営業している。個人や中小企業が営業する商店・飲食店の他、大型店やチェーン店、整体・指圧など健康関連施設もある。
中野駅側から進んだ突き当りに中野ブロードウェイがある他、早稲田通りや梅照院新井薬師へ続く通り道にもなっている。このため近隣住民や中野駅利用者に加えて、買い物・飲食客、観光客などが多く訪れ、来街者は1日平均で約5万人に達する。

## 歴史
関東大震災後の住宅需要から中野区への人口流入が増加し、生活需要に対応できる商業施設として、現在の商店街の原型となる中野北口美観商店街が形成される。
終戦直後の闇市の時代から、その後の商業復興を経て、大規模百貨店への対抗策の一環として商店街のアーケード化が提案され、幾多の困難を乗り越えて1958年（昭和33年）に現在の原型となるショッピングアーケードが完成した。
中野ブロードウェイ（1966年完成）内のショッピングセンターに客を奪われてしまうことを危惧し、1975年にはアーケードの改装が行われた。大型シャンデリアをモチーフとする照明が用いられた他、歩道は大理石で舗装され、集客力を大きく伸ばした。この時行われた商店街の愛称の公募により、「サンモール」と命名された。
現在のアーケードは、1998年に改装されたものである。太陽をモチーフとした統一看板、ガラスアーチ型の船底をイメージした天井は波型デザインを採用しており、アーケード全体に自然光を取り入れた明るい商店街が生み出されている。

## 特徴
- 毎年4月から5月にかけ、中野区内の小学校・中学校生徒制作による絵画作品展を開催している。アーケード天井より作品を吊るし「空中ギャラリー」として展覧する。多くの買い物客、通行人の目を楽しませている。絵画作品の他、写真作品が展示されることもある。
- 中野サンモールには飲食店が並ぶ通りや小路がいくつか並行または直交しており、それぞれと中野ブロードウェイ入店企業が各々独立した商店組合を組織している。
- 人通りの多さからテレビ・インタビュー取材などが行われることも多い。

## 組合事務所
東京都中野区中野5-67-1 JR中野駅北口

## ギャラリー

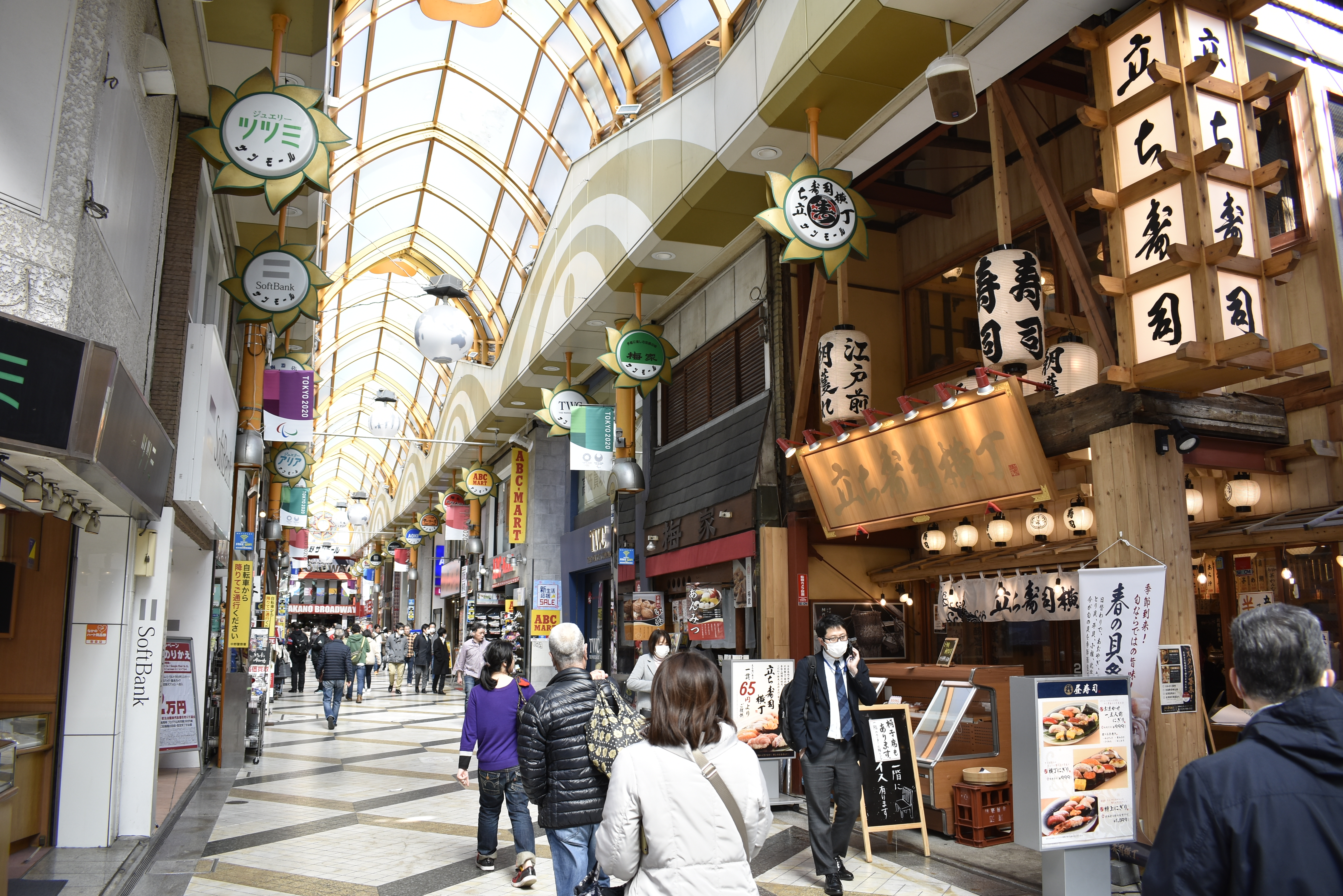
中野サンモール商店街（2020年3月3日撮影）
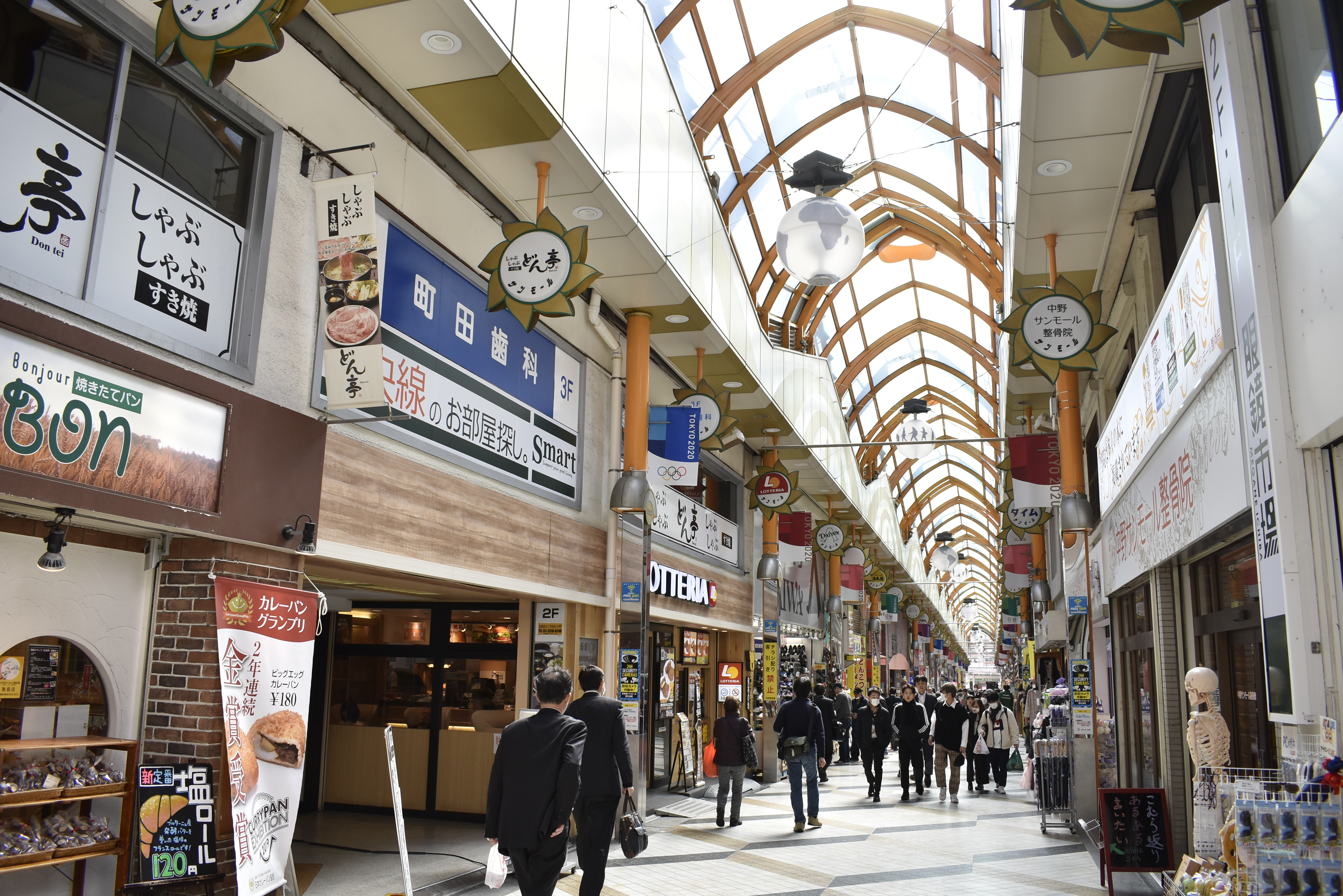
中野サンモール商店街（2020年3月3日撮影）